# 馬敦
馬敦（？—？），東漢人物，官至虎賁中郎將，為東漢名將馬援之侄。祖籍扶風茂陵。

## 家庭
- 馬余：父，中壘校尉。
- 馬援：叔父，伏波將軍，封新息侯。
- 馬嚴：兄長，官拜將作大匠。
- 馬宗姜：女，嫁趙歧。
- 趙歧：女婿，東漢經學家。

## 軼事
馬敦與其兄馬嚴與俠客交往，常議論時事。馬援寫信勸告：「我想你們聽到人家過失，要像聽到對父母的議論一樣，只可耳聽而不可加入議論。我平生厭惡談論他人長短，寧死也不願聽聞子孫有此言行。龍伯高為人謙遜正派，希望子孫可以向他學習。如若學習不效，仍不失為忠厚之人，正如雕刻天鵝不成，仍可以像一隻野鴨。杜季良能把他人的之愁作為自己的愁苦，把他人之樂作為自己的快樂，有俠義的精神，但我不希望子孫向他學習。學杜季良不成功，如同畫一隻虎，不成，則類似一隻狗了。